# Valiente (álbum)
Valiente es el decimocuarto álbum de estudio de la cantante mexicana Thalía. Fue lanzado el 9 de noviembre de 2018 por la compañía discográfica Sony Music Latin. Los productores fueron Álex Gallardo, Armando Ávila, Sergio George, Tommy Mottola y Thalía, quien fungió como productora ejecutiva. El primer sencillo del álbum, «No me acuerdo», una colaboración con Natti Natasha, se convirtió en un gran éxito después de haber alcanzado las primeras posiciones en las listas oficiales de varias ciudades del mundo. La cantante sorprendió a sus fanes, compartiendo la portada de su álbum en sus cuentas de redes sociales el 26 de septiembre de 2018.

## Recepción comercial
En los Estados Unidos el álbum se ubicó en el puesto 7 de la lista Top Latin Albums de Billboard con 2,000 copias vendidas en su primera semana, mientras que debutó en la primera posición de la lista Latin Pop Albums, convirtiéndose en su séptimo álbum en encabezar el listado.[cita requerida]

## Lista de canciones
- Edición estándar

| N.º | Título                                 | Escritor(es) | Productor(es)                                                                                      | Duración |  |
| 1.  | «No me acuerdo» (con Natti Natasha)    | Frank Santofimio, Jonathan Leone, Mario Cáceres, Óscar Hernández, Yasmil Marrufo, Juan G. Rivera Vázquez y Oscar Hernández    | Santofimio, Leone, Caceres, Oscarcito y Marrufo                                                    | 3:37     |  |
| 2.  | «Lindo pero bruto» (con Lali Espósito) | Edgar Barrera, Hernández, Jesús Humberto «DalePlay» Herrera, Andrés Castro y Patrick Ingunza                                  | Thalía Sodi, Barrera, Castro, Armando Ávila, Oscarcito, Tommy Mottola, DalePlay y Patrick Romantik | 2:57     |  |
| 3.  | «Lento» (con Gente de Zona)            | Castro, Julio Reyes Copello, Barrera, Leone, Alexander Delgado, Jorge Luis Chacín, Omar Alfanno, Randy Malcom y Sergio George | George                                                                                             | 3:36     |  |
| 4.  | «Sube, sube» (con Fonseca)             | Servando Primera, Marrufo, Andy Clay y Andrés Castro                                                                          | Primera y Marrufo                                                                                  | 3:32     |  |
| 5.  | «Tú me sientas tan bien» (con Dabruk)  | José Luis de la Peña, Liza Quintana, María Josefa Fernández, Bruno Nicolás Fernández «Dabruk» y David Augustave               | Dabruk                                                                                             | 3:04     |  |
| 6.  | «Vamos órale»                          | Sodi, Primera, Cáceres y George                                                                                               | Andy Clay                                                                                          | 3:02     |  |
| 7.  | «Ahí» (con Ana Mena)                   | Daniel Echavarría Oviedo | Ovy On The Drums                                                                                   | 2:48     |  |
| 8.  | «Corazón valiente»                     | Daniel Giraldo, Sodi, Salomón Villada Hoyos, Andrés Restrepo, Johan Esteban Espinosa «Jowan» y Alejandro Patiño «Mosty»       | Jowan y Mosty                                                                                      | 3:03     |  |
| 9.  | «Que ironía» (con Carlos Rivera)       | Primera, Sodi, Marrufo y Cáceres                                                                                              | Mottola, Cáceres, Marrufo, Sodi, Ávila y Primera                                                   | 4:11     |  |
| 10. | «Por amor al arte»                     | Iván Guevara Lozano | Ávila                                                                                              | 3:55     |  |
| 11. | «Ay amor» (con El Micha)               | Bigram Zayas, Sodi, Jorge Gómez, José C. García, Michael Fernando Sierra Miranda, Bilal Hajji, George y Yulien Oviedo         | DVLP, Gómez, IAmChino y George                                                                     | 3:09     |  |
| 12. | «Vikingo»                              | Espinosa, Restrepo, Hoyos, Sodi, Giraldo y Patiño                                                                             | Jowan y Mosty                                                                                      | 3:11     |  |
| 13. | «Me oyen, me escuchan»                 | Sodi | Jesús Alejandro Núñez Medina                                                                       | 2:42     |  |

## Posicionamiento en listas

### Listas semanales
| Lista (2018)                                | Mejor posición |
| ------------------------------------------- | -------------- |
| Argentina (CAPIF)                           | 12             |
| México (AMPROFON)                           | 1              |
| México Álbumes en español (AMPROFON)        | 1              |
| España (PROMUSICAE)                         | 20             |
| Japón (HMV)                                 | 1              |
| Estados Unidos Top Latin Albums (Billboard) | 7              |
| Estados Unidos Latin Pop Albums (Billboard) | 1              |

### Listas de fin de año
| Lista (2018)      | Posición |
| ----------------- | -------- |
| México (AMPROFON) | 85       |

## Certificaciones
| País           | Organismo certificador | Certificación | Ventas certificadas |
| -------------- | ---------------------- | ------------- | ------------------- |
| Estados Unidos | RIAA                   | 2× Platino    | 120 000             |
| México         | AMPROFON               | Platino       | 60 000              |